# James Knox (Politiker)
James Knox (* 4. Juli 1807 in Canajoharie, New York; † 8. Oktober 1876 in Knoxville, Illinois) war ein US-amerikanischer Politiker. Zwischen 1853 und 1857 vertrat er den Bundesstaat Illinois im US-Repräsentantenhaus.

## Werdegang
James Knox besuchte das Hamilton College in Clinton und danach bis 1830 das Yale College. Nach einem anschließenden Jurastudium und seiner 1833 erfolgten Zulassung als Rechtsanwalt begann er in Utica in diesem Beruf zu arbeiten. Im Jahr 1836 verlegte er seinen Wohnsitz und seine Kanzlei nach Knoxville in Illinois. In seiner neuen Heimat betätigte er sich auch in der Landwirtschaft. Politisch schloss er sich der Whig Party an. Im Jahr 1847 war er Delegierter auf einem Verfassungskonvent für den Staat Illinois.
Bei den Kongresswahlen des Jahres 1852 wurde Knox im vierten Wahlbezirk von Illinois in das US-Repräsentantenhaus in Washington, D.C. gewählt, wo er am 4. März 1853 die Nachfolge von Richard S. Molony antrat. Nach einer Wiederwahl als Kandidat der kurzlebigen Opposition Party konnte er bis zum 3. März 1857 zwei Legislaturperioden im Kongress absolvieren. Diese waren von den Ereignissen im Vorfeld des Bürgerkrieges geprägt. Ab 1855 war er Vorsitzender des Ausschusses für Straßen und Kanäle.
Nach dem Ende seiner Zeit im US-Repräsentantenhaus praktizierte James Knox wieder als Anwalt. Er starb am 8. Oktober 1876 in Knoxville.